# Hidrunt
Hidrunt (en grec antic Ὑδροῦς, Ὑδρούντιος) era una ciutat de l'antiga Calàbria a la costa de la mar Adriàtica. Era un port important, per ser el punt més proper de Grècia de tota la costa italiana i, per tant, el desplaçament era més curt que des Brundusium, segons diu Ciceró. Correspon a l'actual ciutat italiana d'Òtranto.
Hi ha molt poca informació de la seva primera època, però es creu que va ser una colònia grega. Esteve de Bizanci diu que va ser fundada per cretencs fet que és probablement llegendari. Escílax de Carianda l'esmenta en un epígraf dedicat només a ciutats gregues. No obstant, de segons la lectura del text d'Escílax, probablement era una dependència de Tàrent i no pas una ciutat independent.
No es parla de la ciutat fins a l'època romana, quan a Brundusium s'hi va establir una colònia que va deixar el port d'Hidrunt relegat a un segon pla. Però l'any 191 aC s'havia recuperat com a port per anar a Grècia, sobretot cap a Corfú mentre Brundusium era més utilitzada per anar a Apol·lònia d'Il·líria i a l'Epir. Ciceró diu que era el pas més curt i ell mateix el va utilitzar, però Plini el Vell diu que la travessia des Brundusium era més segura. Plini també diu que Pirros de l'Epir va planejar tancar el pas cap a l'Adriàtic per un pont de vaixells i que la mateixa idea la va tenir molt de temps després el romà Varró en la lluita contra els pirates.
Estrabó l'esmenta com una petita ciutat que va pujar al nivell de municipi important durant el període imperial, mentre Brundusium va entrar en decadència. Al segle iv era el port més utilitzat per anar a Grècia, a l'Epir i a Constantinoble, segons l'Itinerari d'Antoní. Va mantenir la seva importància a l'edat mitjana i Belisari i Narses la van considerar un lloc clau. En aquest temps el seu nom apareix deformat com Druous (Δρυοῦς), segons l'anomena l'historiador Procopi. Va ser una de les darreres ciutats d'Itàlia que va restar en mans de l'Imperi Romà d'Orient fins que els normands la van conquerir l'any 1071.
L'any 1480 va ser conquerida temporalment pels otomans que li van causar danys greus. Era la capital de la província de Terra di Otranto (equivalent a Calàbria).
El riu Hidros, que desaiguava a la ciutat, a dins del port, segons diu el poeta Lucà, és el modern Idro.